# Musasa Kabamba
Musasa Kabamba est un footballeur congolais (RDC) né le 30 mai 1982 à Kinshasa.
Il a participé à la Coupe d'Afrique des nations 2006 avec l'équipe de République démocratique du Congo.

## Carrière
| Année   | Club                 | Pays                             |
| ------- | -------------------- | -------------------------------- |
| 1997    | FC Saint Éloi Lupopo | République démocratique du Congo |
| 1998    | FC Saint Éloi Lupopo | République démocratique du Congo |
| 1999    | FC Saint Éloi Lupopo | République démocratique du Congo |
| 2000    | FC Saint Éloi Lupopo | République démocratique du Congo |
| 2001    | FC Saint Éloi Lupopo | République démocratique du Congo |
| 2002-03 | Kaizer Chiefs        | Afrique du Sud                   |
| 2003-04 | Kaizer Chiefs        | Afrique du Sud                   |
| 2004-05 | Kaizer Chiefs        | Afrique du Sud                   |
| 2004-05 | Istanbulspor         | Turquie                          |
| 2005-06 | Maritzburg United    | Afrique du Sud                   |
| 2006-07 | Maritzburg United    | Afrique du Sud                   |
| 2007-08 | Maritzburg United    | Afrique du Sud                   |